# Яновский, Михаил Владимирович (медик)
Михаи́л Влади́мирович Яновский (29 октября (10 ноября) 1854, Полтавская губерния — 4 октября 1927, Кисловодск) — российский терапевт, основатель научной школы, академик Военно-медицинской академии (1911).

## Биография
Родился 29 октября 1854 г. в Миргородском уезде Полтавской губернии в семье священника. Среднее образование получил в Полтавской духовной семинарии.
В 1877 году окончил естественное отделение физико-математического факультета Петербургского университета. С 1876 года профессором отделения анатомии, гистологии и физиологии кафедры зоологии физико-математического факультета Петербургского университета был «отец русской физиологии» И. М. Сеченов, а химию преподавал выдающийся учёный Д. И. Менделеев. Как кандидат естественных наук был принят на третий курс Медико-хирургической академии.
В 1880 году окончил Медико-хирургическую академию и был оставлен для «усовершенствования».
С 1881 г. Яновский работал в клинике С. П. Боткина.
В 1884 г. за диссертацию «О влиянии масляной кислоты на почки и об угнетающем её действии на нервную систему» (СПб.) удостоен степени доктора медицины.
23 января 1885 г. (по ходатайству С. П. Боткина перед Конференцией академии) М. В. Яновский был назначен ассистентом Михайловской клинической больницы баронета Вилие. Михаил Владимирович был последним ассистентом С. П. Боткина и одним из составителей курса его клинических лекций в 1883—1888 гг.
10 мая 1886 г. (после прочтения двух пробных лекций) был удостоен Конференцией академии звания приват-доцент по клинике внутренних болезней и допущен к чтению лекций по внутренним болезням.
В 1892—1925 был профессором кафедры диагностики и общей терапии Военно-медицинской академии.
До 1896 г. (в течение 10 лет) Михаил Владимирович состоял редактором «Трудов» Общества русских врачей в Санкт-Петербурге, одного из наиболее популярных медицинских журналов того времени.
В 1900 г. М. В. Яновский основал и состоял редактором журнала «Известия Императорской Военно-медицинской академии», который он редактировал в течение 18 лет. С 1912 года состав редакторов пополнился академиком И. П. Павловым и профессором В. А. Оппелем. Яновский был также деятельным участником Пироговских съездов, на некоторых из них он возглавлял соответствующие разделы.
4 октября 1927 г. М. В. Яновский умер; в этот день, по мнению историков, «в могилу сошел один из последних представителей боткинской школы терапевтов, продолжатель и носитель её идей». Михаил Владимирович не имел семьи и всю свою жизнь безраздельно посвятил врачебной деятельности — клинике и науке.

## Работа
Основные труды Михаила Владимировича посвящены изучению физико-химических свойств эритроцитов и обоснованию гипотезы о существовании «периферического сердца», то есть об активной роли перистальтического сокращения артерий в кровообращении.
В 1905 г. под руководством Яновского хирург Н. С. Коротков разработал звуковой метод определения артериального давления. Работы Яновского и его клиники заложили фундамент в изучении функционального направления в гематологии и показали значение сосудистого звена в физиологии и патологии кровообращения. Создал школу терапевтов (Г. Ф. Ланг, Н. А. Куршаков и др.).
С именем Яновского связано открытие бескровного метода измерения венозного давления. В 1903 г. по его указаниям П. И. Цыпляевым (одним из учеников) был сконструирован первый прибор для определения венозного давления.
Положил начало изучению биохимических и биофизических свойств эритроцитов. В дальнейшем его работа в этой области гематологии, получившей название функциональной гематологии, была продолжена в Советском Союзе главным образом Г. Ф. Лангом и его сотрудниками.